# Ukrainisches Krisen-Medienzentrum

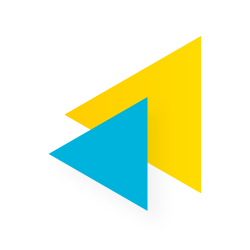
Logo der Organisation

Das Ukrainische Krisen-Medienzentrum (ukrainisch Український кризовий медіа-центр, englisch Ukraine Crisis Media Center – UCMC) ist eine gesellschaftliche Organisation, die über Ereignisse in der Ukraine sowie über Herausforderungen und Bedrohungen für die nationale Sicherheit des Landes informiert, insbesondere in den Bereichen Militär, Politik, Wirtschaft, Energie und Humanitäres. Das UCMC unterstützt Medienvertreter, die über Ereignisse in der Ukraine berichten.

## Geschichte
Das UCMC wurde im März 2014 von führenden ukrainischen Experten im Bereich der internationalen Beziehungen, Kommunikation und Öffentlichkeitsarbeit gegründet, um der Ukraine zu helfen, eine Stimme im globalen Dialog über die Ereignisse im Zusammenhang mit der Annexion der Krim durch Russland zu bekommen.
Der Sitz ist in Kiew im Ukrainischen Haus am Europäischen Platz, Chreschtschatyk Nr. 2.

## Finanzierung
Das UCMC ist ein gesellschaftliches Projekt. Finanziell unterstützt wird es durch die Botschaft der Vereinigten Staaten in Kiew (Abteilung für Öffentlichkeitsarbeit), die International Renaissance Foundation; National Endowment for Democracy (USA); Ukrainian World Foundation (Kanada); Europäischer Demokratiefonds (EU); Matra (Programm der Botschaft der Niederlande); Internews; Mondelez International und andere.

## Bereiche

### Pressezentrum
Das UCMC-Pressezentrum bietet im Rahmen seiner vom Statut vorgesehenen Tätigkeit gesellschaftlichen Aktivisten, Experten, Politikern und Vertretern der Staatsmacht die Möglichkeit, die Öffentlichkeit über Ereignisse und Entwicklungen in der Ukraine zu informieren. Innerhalb der zwei Jahre des Bestehens des Pressezentrums wurden mehr als 2500 Pressekonferenzen durchgeführt, an denen mehr als 6000 Referenten teilnahmen.

### Abteilung für ausländische Zielgruppen
Die Abteilung für ausländische Zielgruppen hat zum Ziel, objektive Informationen über die Ukraine im Ausland zu verbreiten und dafür zu sorgen, dass die ukrainische Frage im westlichen Diskurs präsent ist. Die Abteilung unterstützt ausländische Journalisten, die über die Ereignisse in der Ukraine berichten. Ferner erstellt und verbreitet die Abteilung eigene Analysen und übersetzt die wichtigsten Pressemitteilungen des UCMC ins Englische, Deutsche, Französische, Spanische, Italienische und Portugiesische. Die Mitarbeiter der Abteilung arbeiten mit westlichen Wissenschafts- und Politikkreisen zusammen, um eine positive Einstellung gegenüber der Ukraine herauszubilden. Sie organisieren für ausländische Journalisten Pressereisen in der Ukraine, sie gewährleisten die Teilnahme von Vertretern der Ukraine an Konferenzen im Ausland und informieren ausländische Zielgruppen über die ` in der Ukraine auf mehrsprachigen Seiten in sozialen Netzwerken.

### Abteilung für inländische Zielgruppen
Die Aufgabe der Abteilungbesteht darin, die Informationsarbeit in den Regionen der Ukraine zu unterstützen sowie die östlichen und südlichen Regionen des Landes in den gesamtukrainischen Informationskontext zu integrieren. Organisiert werden Treffen mit regionalen Journalisten, Vertretern von NGOs und lokalen Behörden, Aktivisten und Freiwilligen, Experten und Multiplikatoren, um festzustellen, welche Erfordernisse in den Regionen bestehen, und um Themen für eine gemeinsame Arbeit festzulegen und Aufgaben in konkreten Regionen im genannten Bereich zu lösen.
- Die Zeitung „Frieden im Donbass“ wurde vom UCMC mit Unterstützung des Auswärtigen Amts der Bundesrepublik Deutschland als kostenloser Newsletter mit den aktuellsten Informationen für die Bewohner der Frontgebiete in den Regionen Donezk und Luhansk gegründet.

- Mit dem Pilotprojekt „Sprecher des friedlichen Lebens“ soll eine Kommunikation per Skype mit jedem Siedlungsort in den von der Ukraine kontrollierten Gebieten der Regionen Donezk und Luhansk organisiert werden.

### Das UCMC und die Kunst
Ausschlaggebend dafür, dass das UCMC begonnen hat, sich mit Kunst zu befassen, war der Wunsch, den Fokus bei der Berichterstattung über das Leben in der Ukraine auch auf friedliche, kulturelle Veranstaltungen zu lenken. Die Kunst-Abteilung des UCMC unterstützt die Organisation von ukrainischen Kulturprojekten sowie die Berichterstattung über sie. Das UCMC setzt Initiativen im Rahmen der „Medienlounge“ um. Es entwickelt eigene Projekte und setzt sie um.
„Kulturdiplomatie zwischen den Regionen der Ukraine“ ist ein Programm des UCMC, das zum Aufbau eines Dialogs und zur Versöhnung zwischen den Menschen im Osten und Westen der Ukraine mittels moderner Kunst beitragen soll. Folgende Projekte wurden umgesetzt: Eine Ausstellung und die Workshop-Reihe „Buntes Papier“ von Lilija Tjeptjajewa; die Medienvorstellung „il Caprese“: Briefe von Kozjubynskyj aus Capri; das Kunstprojekt „Die Mauer“: Lew Skop und der Kreativ-Verein „Kaktus“; die Kultur- und Kunst-Residenz „Über dem Gott“ – die Rolle der Kultur bei der Dekommunisierung; der Workshop „Wo“: die Aktualisierung öffentlicher Räume und der Aufbau der Kommunikation zwischen der Öffentlichkeit und den lokalen Behörden; die Fotoausstellung „Aeroport“ von Sergej Lojko und andere.

### Das Ukrainische Medienzentrum für Reformen
Das ist ein Projekt des UCMC, das im Juli 2014 mit Unterstützung der International Renaissance Foundation geschaffen wurde. Es soll als Plattform für einen Dialog zwischen den Behörden, Expertenkreisen und der Öffentlichkeit dienen. Ziel ist es, eine gemeinsame Position zu den Strategien und Ausrichtungen der Reformen herauszubilden. Das Ukrainische Medienzentrum für Reformen dient auch dazu, Reformen zu fördern und diese über alle möglichen Medienprodukte bekannt zu machen. Ferner führt es Veranstaltungen durch, die dazu dienen, die Öffentlichkeit für die Reformen zu sensibilisieren.

#### Die Hauptaktivitäten des Ukrainischen Medienzentrums für Reformen
- Interaktion mit Experten und gesellschaftlichen Aktivisten
- Zusammenarbeit mit den zentralen Organen der Exekutive und ihren Pressestellen
- Durchführung von Expertentreffen, öffentlichen Diskussionen und Rundtisch-Gesprächen über Strategien und die Umsetzung von Reformen
- Erstellung von Informationsmaterial für Medien und das Internet
- Pflege der Kontakte zu Medien
- Organisation von Veranstaltungen für Medienvertreter in Kiew und in den Regionen des Landes
- Erläuterung des Verlaufs der Reformen für Medienvertreter, auch mit Expertenkommentaren
- Popularisierung der Reformen in sozialen Netzwerken
- Monitoring und Analyse der Berichterstattung über Reformen in den Medien und sozialen Netzwerken
- Unterstützung spezieller Projekte, die den Fortschritt der Reformen in den Medien beleuchten

#### „Kommunikation der Energiereform“
Das ist ein separates Projekt des Ukrainischen Medienzentrums für Reformen, das im Jahr 2015 vom schwedischen Außenministerium unterstützt wurde. Dessen Ziel ist, die Reformen im Energiesektor zu erläutern sowie die Gesellschaft in öffentliche Debatten mit Vertretern der Staatsmacht einzubeziehen.

### Reform der öffentlichen Kommunikation
Dies ist ein Projekt des UCMC, mit dem durch die Koordination und Synchronisation von Informationen sowie durch eine strategische Planung und Analyse eine nachhaltige, systematische und effektive Kommunikation der Behörden erreicht werden soll. Das Projekt wird von der US-Botschaft in der Ukraine finanziell unterstützt.